# Vincenzo Cantiello

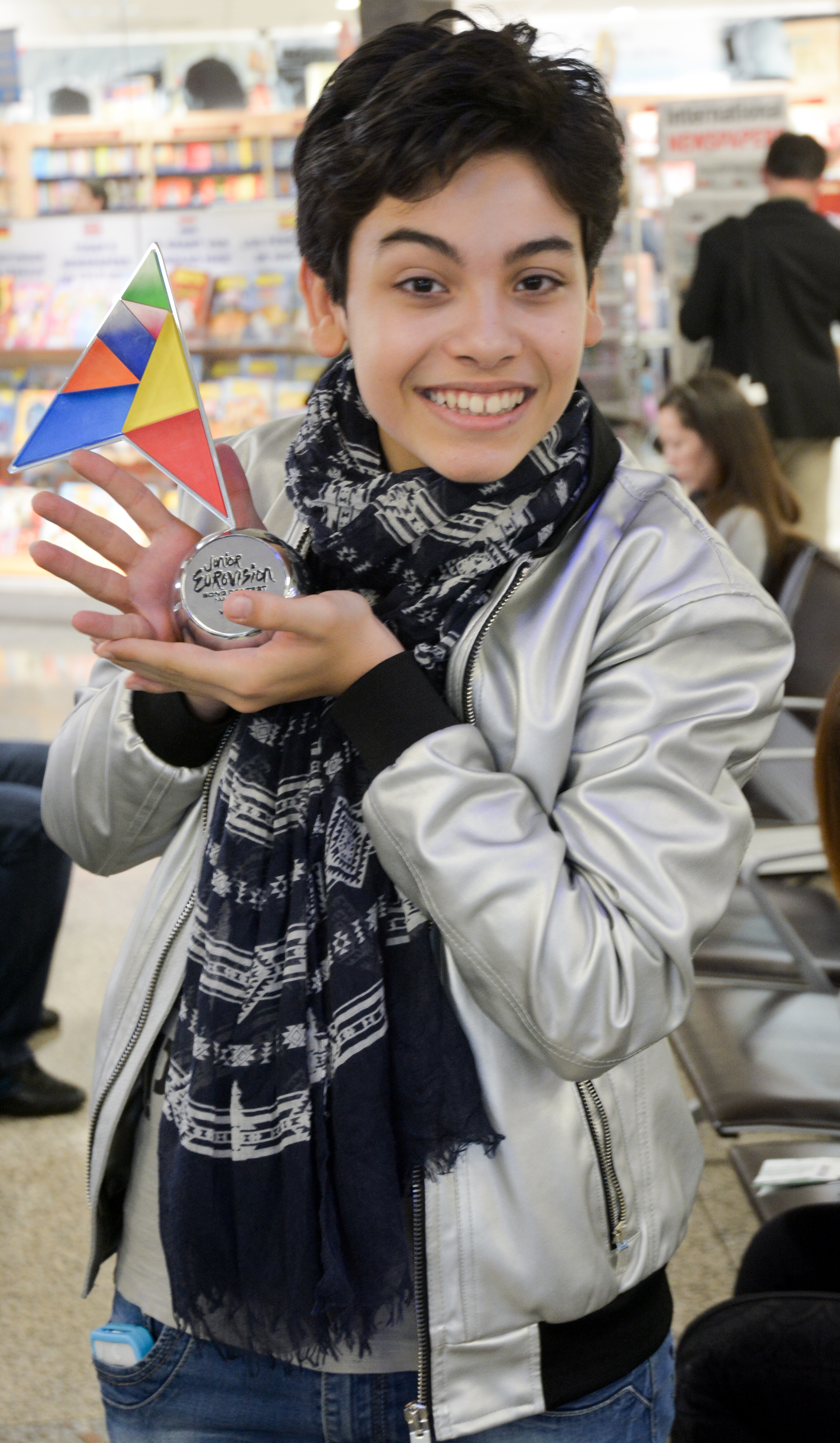
Vincenzo Cantiello po wygranej w finale konkursu.

Vincenzo Cantiello (ur. 25 sierpnia 2000 w Sant’Arpino) – włoski piosenkarz i autor tekstów. Zwycięzca 12. Konkursu Piosenki Eurowizji Junior (2014).

## Kariera
W 2014 wziął udział we włoskim talent-show Ti lascio una canzone. 5 września 2014 został wybrany wewnętrznie do reprezentowania Włoch w 12. Konkursie Piosenki Eurowizji Junior. 15 listopada wygrał z utworem „Tu primo grande amore” w finale konkursu, zdobywając łącznie 159 punktów, w tym 100 pkt od widzów (4. miejsce) i 143 pkt od jury (1. miejsce). 15 grudnia 2016 we współpracy z zespołem One Universe wydał album zatytułowany Never Too Much.
W 2021 wziął udział w czwartej edycji włoskiego programu All Together Now - La musica è cambiata, gdzie zajął drugie miejsce. 20 grudnia 2021 wydał singel „Tempesta”. W 2022 wystąpił podczas występu interwałowego w jubileuszowym 20. Konkursie Piosenki Eurowizji Junior w Erywaniu jako poprzedni zwycięzca konkursu w 2014, oraz był sekretarzem włoskiego jury.

## Dyskografia

### Albumy
| Rok  | Tytuł          |
| ---- | -------------- |
| 2016 | Never Too Much |

### Single
| Rok  | Tytuł                   | Album          |
| ---- | ----------------------- | -------------- |
| 2013 | „Glitter & Gold”        | –              |
| 2014 | „Tu primo grande amore” | –              |
| 2015 | „All of Me”             | –              |
| 2015 | „Take Me to Church”     | –              |
| 2016 | „Summer Thrills”        | Never Too Much |
| 2019 | „Cosa Diventerai”       | –              |
| 2021 | „Tempesta”              | –              |